# 하워드 딘

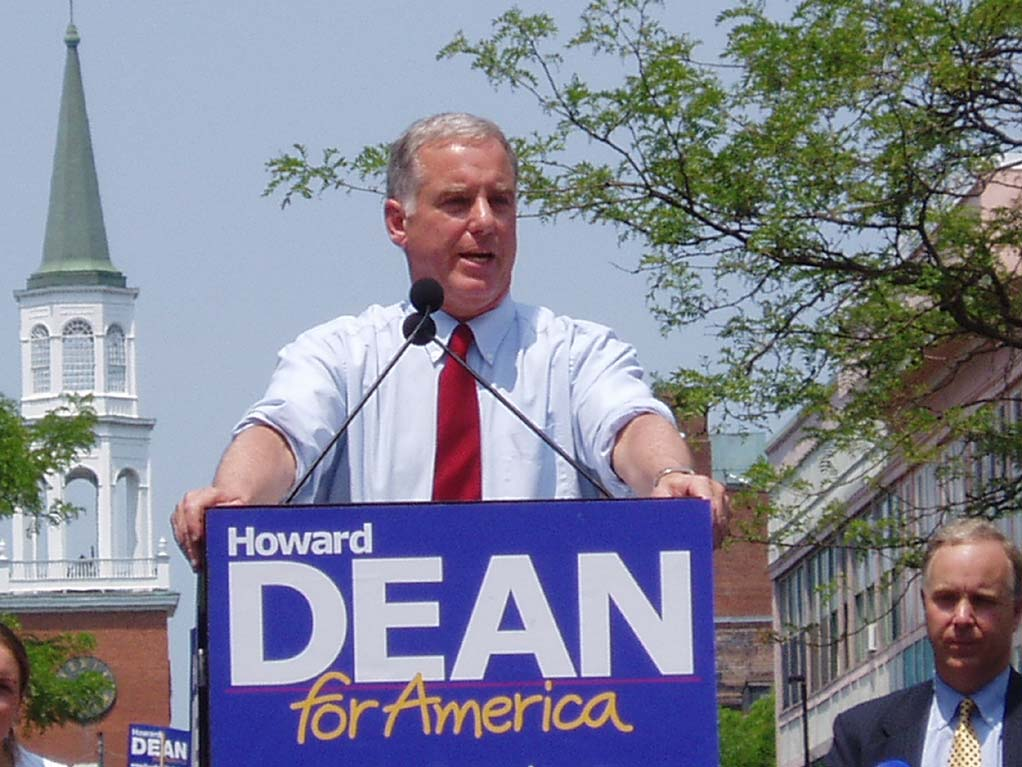
하워드 딘

하워드 브러시 딘 3세(Howard Brush Dean III 1948년 11월 17일 ~ )는 전직 미국 민주당 당의장(Chairman of the Democratic National Committee)이다.

## 경력사항
1948년 11월 17일 뉴욕에서 태어났으며, 1971년 예일대학교를 졸업후, 1978년까지 월스트리트에서 투자자로 일했다. 1978년 뉴욕 아인슈타인 의과대학을 졸업하여 내과의사가 된 그는 지미 카터 선거유세에 자원봉사자로 참여하여, 정치에 흥미를 갖게 된다. 1982년 버몬트주 하원의원에 당선되었으며, 1986년 부지사로 근무했다. 1991년부터 2002년까지 주지사로 근무했으며, 버몬트 주지사 근무당시 미국에서 처음으로 동성애 결혼을 허가하는 법안에 서명할 정도로 진보적인 모습을 보였다. 또한 18살 이하 주민들에게 거의 완벽한 건강혜택 프로그램을 제공했다. 2003년 미 대선에 미국 민주당 후보로 출마하였다. 가족으로는 아내 주디스 스테인버그 딘(Judith Steinberg Dean)이 있으며, 종교는 미국 연합 그리스도의 교회이다.

## 역대 선거 결과
| 선거명      | 직책명        | 대수 | 정당   | 득표율 | 득표수    | 결과 | 당락                 |
| ----------- | ------------- | ---- | ------ | ------ | --------- | ---- | -------------------- |
| 1986년 선거 | 버몬트 부지사 | 76대 | 민주당 | 52.54% | 99,929표  | 1위  | 버몬트 부주지사 당선 |
| 1988년 선거 | 버몬트 부지사 | 76대 | 민주당 | 66.51% | 154,660표 | 1위  | 버몬트 부주지사 당선 |
| 1990년 선거 | 버몬트 부지사 | 76대 | 민주당 | 58.11% | 120,956표 | 1위  | 버몬트 부주지사 당선 |
| 1992년 선거 | 버몬트 주지사 | 79대 | 민주당 | 74.73% | 213,523표 | 1위  | 버몬트 주지사 당선   |
| 1994년 선거 | 버몬트 주지사 | 79대 | 민주당 | 68.69% | 145,661표 | 1위  | 버몬트 주지사 당선   |
| 1996년 선거 | 버몬트 주지사 | 79대 | 민주당 | 70.51% | 179,544표 | 1위  | 버몬트 주지사 당선   |
| 1998년 선거 | 버몬트 주지사 | 79대 | 민주당 | 55.67% | 121,425표 | 1위  | 버몬트 주지사 당선   |
| 2000년 선거 | 버몬트 주지사 | 79대 | 민주당 | 50.45% | 148,059표 | 1위  | 버몬트 주지사 당선   |

## 참고 문헌
- 《한겨레 21》2004년 1월 1일자, <오라, 전쟁놀이 안 하는 대통령！>

1. ↑  Adam Nagourney (2008년 11월 10일). “Dean Steps Down as D.N.C. Chair”. 《New York Times》. 2014년 9월 24일에 확인함.
2. ↑  “Democrats likely to choose Howard Dean as leader”. Center for Public Integrity. 2005년 2월 8일. 2012년 8월 2일에 원본 문서에서 보존된 문서. 2014년 9월 24일에 확인함.
3. ↑  “Kaine officially becomes DNC chair”. CNN. 2009년 1월 21일. 2009년 4월 5일에 원본 문서에서 보존된 문서. 2014년 9월 24일에 확인함.
4. ↑  “Democrats pushing Dean for Surgeon General”. CNN. 2010년 4월 8일에 원본 문서에서 보존된 문서. 2014년 9월 24일에 확인함.